# Tsunokakushi
Tsunokakushi (角隠し)  là một loại mũ truyền thống được cô dâu đội trong lễ cưới theo nghi thức Thần đạo truyền thống ở Nhật Bản.
Tsunokakushi là một mảnh vải hình chữ nhật, có tác dụng che phủ bộ tóc giả của cô dâu. Tsunokakushi được tạo theo phong cách Bunkin takashimada (文金高島田, Văn kim cao đảo điền). Tsunokakushi thường được làm bằng lụa trắng, hòa hợp với bộ kimono truyền thống của cô dâu trong ngày cưới.

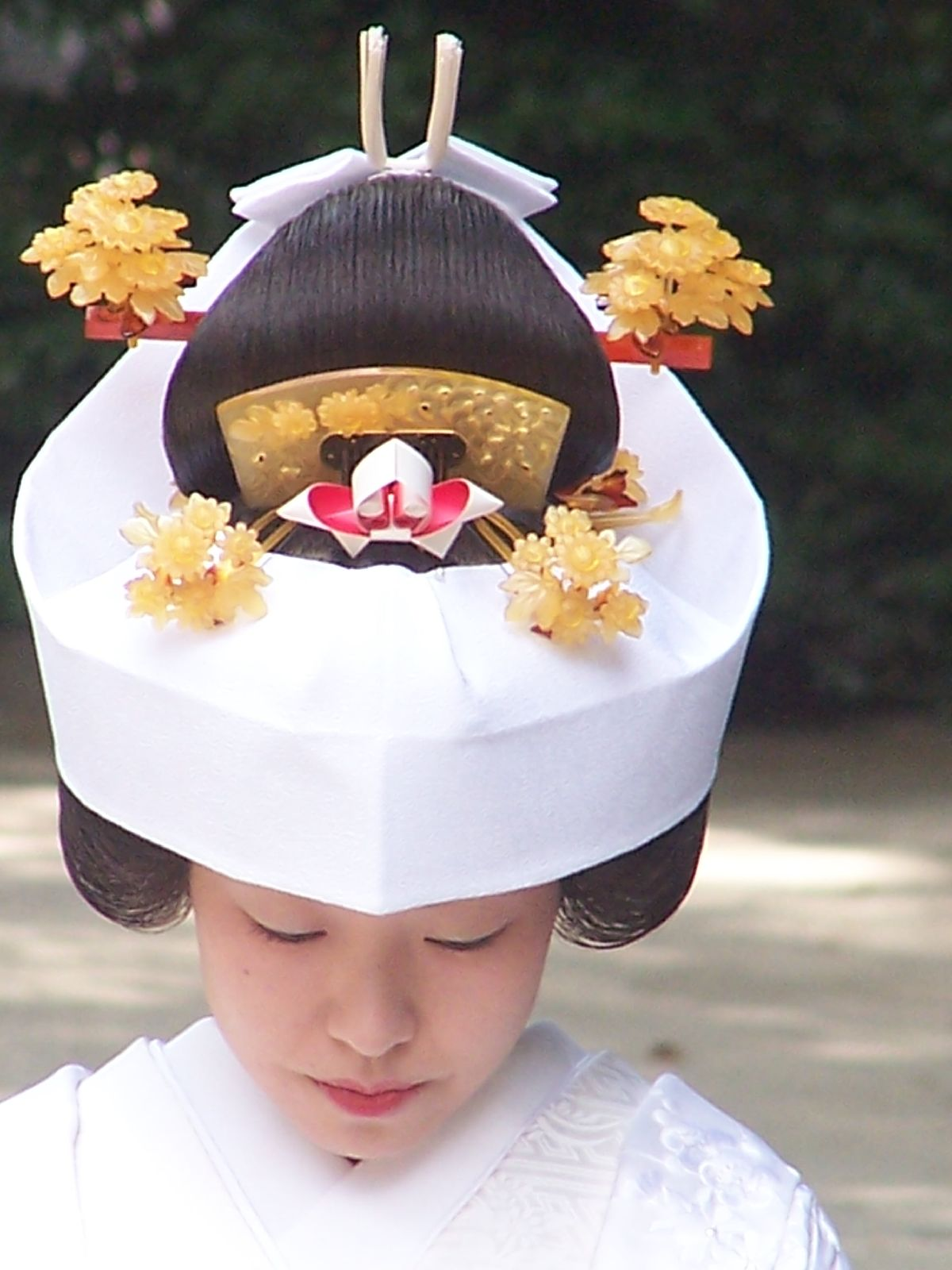
Cô dâu Nhật đội mũ tsunokakushi

Theo quan niệm truyền thống, tsunokakushi được đội lên  đầu cô dâu để che đậy sự ghen tuông, bản ngã và  sự ích kỷ; nó cũng là tượng trưng cho hình tượng về một người vợ dịu dàng và ngoan ngoãn trong gia đình truyền thống Nhật Bản.